# Lygaeus kalmii
Lygaeus kalmii är en insektsart som beskrevs av Carl Stål 1874. Lygaeus kalmii ingår i släktet Lygaeus och familjen fröskinnbaggar.

## Underarter
Arten delas in i följande underarter:
- L. k. kalmii
- L. k. angustomarginatus

En skillnad mellan underarterna är att L. k. angustomarginatus har helsvarta vingar, medan L. k. kalmii har vita fläckar på vingarna

## Bildgalleri

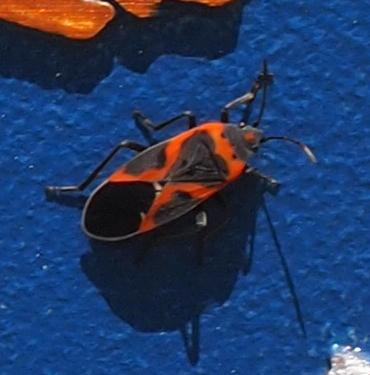
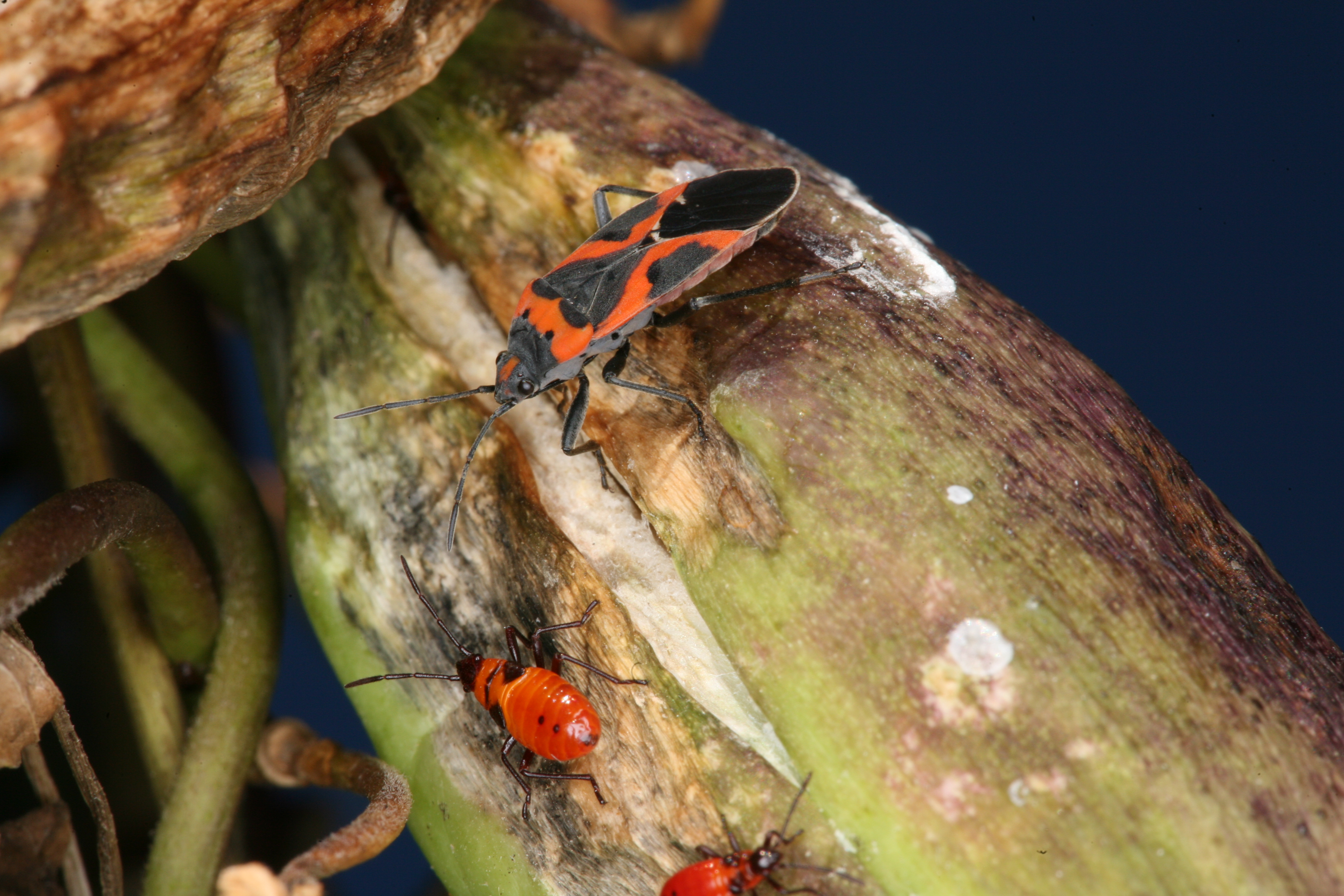
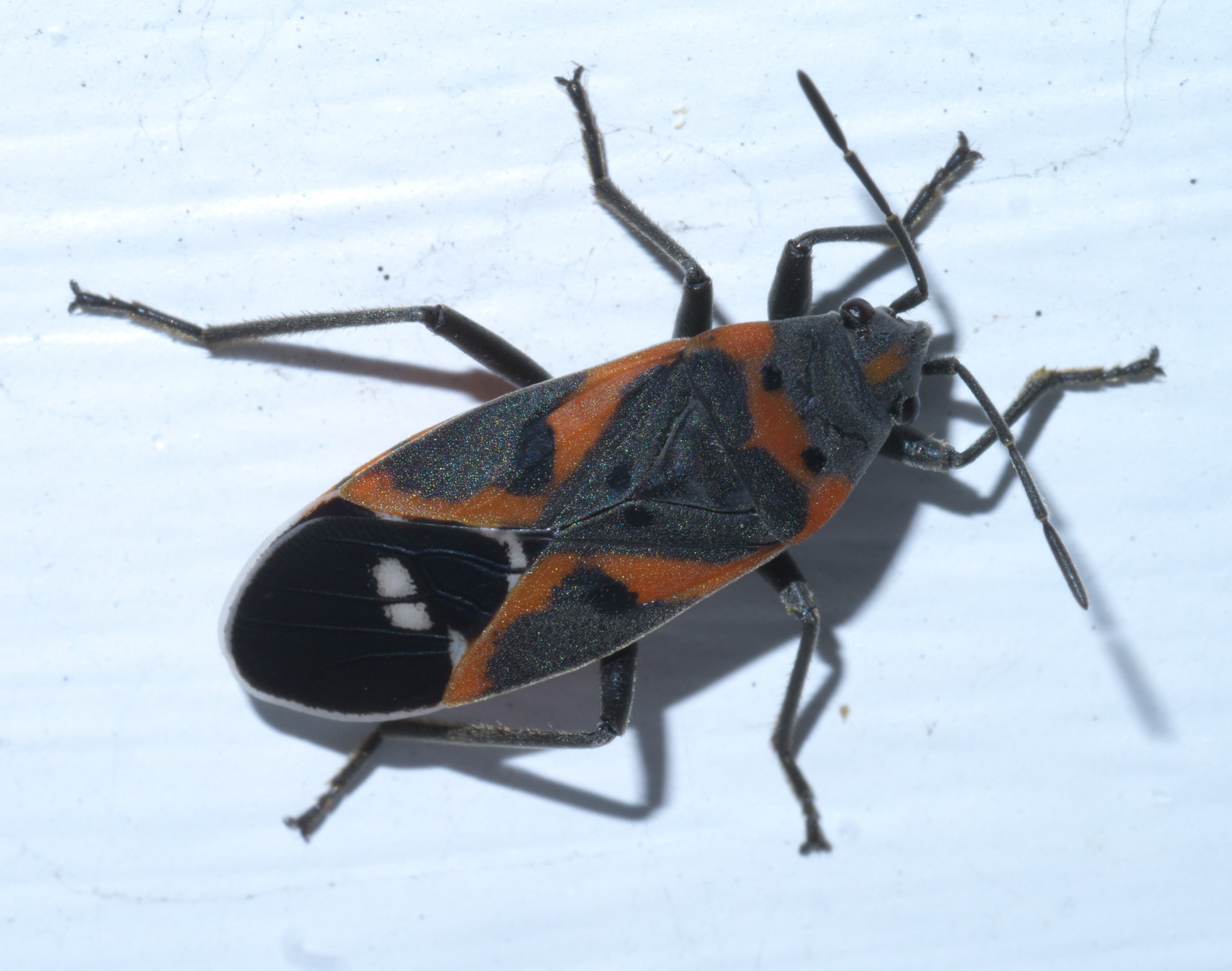